# Uranophora haitiensis
Uranophora haitiensis là một loài bướm đêm thuộc phân họ Arctiinae, họ Erebidae.